# Ruth Lewin Sime
Ruth Lewin Sime (* 1939) ist eine US-amerikanische Chemikerin, die von 1968 bis 2000 als Professorin am Sacramento City College in Sacramento tätig war. Sime wurde vor allem als Wissenschaftshistorikerin bekannt. 1996 legte sie eine Biografie der Physikerin Lise Meitner vor.

## Leben
1960 schloss Ruth Lewin Sime ihr Mathematik-Studium am Barnard College in New York als B.A. ab. 1961 folgte ein Abschluss in Chemie als M.A. am Radcliffe College in Cambridge (Massachusetts). 1964 promovierte sie an der Harvard University in Chemie. Anschließend unterrichtete sie als Assistant Professor für Chemie an der California State University, Long Beach (1964/65), an der California State University, Sacramento (1965–1967) und am Hunter College der City University of New York (1967/68). Von 1968 bis 2000 lehrte sie als Professorin am Sacramento State College.
Sime war Fellow des National Endowment for the Humanities (1981/82, 1984/85), der National Science Foundation (1984/85, 2000–2002), der Alfred P. Sloan Foundation (1992) und der John Simon Guggenheim Memorial Foundation (2008/09).
International bekannt wurde Sime mit ihrer Biografie über Lise Meitner (1996), die ins Chinesische (1999), ins Deutsche (2001) und ins Japanische (2004) übersetzt wurde. Für dieses Werk erhielt sie 1997 die Silbermedaille des Commonwealth Club of California und 1998 den Watson, Helen, Miles, and Audrey Davis Prize der History of Science Society. Die Veröffentlichung der deutschen Übersetzung löste teils Anerkennung aus, teils auch Kritik. Im Deutschen Ärzteblatt wurde die Biografie als „Sachbuch von höchstem Rang“ gerühmt. Dagegen schrieb Ernst Peter Fischer in der FAZ, man bekomme als Leser nur eine „Faktenparade“ vorgesetzt und erfahre fast nichts über Meitners Wesen als Mensch, ihre Meinungen, ihre Wirkung auf die Mitmenschen, ihr Privatleben. Auch Elisabeth Bauschmid urteilte in der Süddeutschen Zeitung, der Leser lerne Meitner nur als zielstrebiges „Arbeitstier“ kennen; außerdem fand sie Simes scharfe Kritik an Otto Hahn überzogen. Eine deutsche Chemikerin richtete eigens eine Website ein, auf der sie ihre Kritik an Simes Meitner-Biografie darstellt.
Von Januar bis März 2003 war Sime in Berlin Gastwissenschaftlerin bei der Kommission „Geschichte der Kaiser-Wilhelm-Gesellschaft im Nationalsozialismus“ der Max-Planck-Gesellschaft. Hier vertiefte sie ihre Forschungen über Otto Hahn. In mehreren Publikationen beschäftigte sie sich weiterhin kritisch mit Hahn und dem von ihm gepflegten Image eines nur der Wissenschaft verpflichteten Forschers. Sie wies nach, dass Hahn, wie andere deutsche Wissenschaftler, während des Zweiten Weltkriegs bewusst an Forschungen mitgewirkt hatte, die den Bau einer deutschen Atombombe zum Ziel hatten.
Im Juni 2003 nahm Sime an der Tagung „Österreich und der Nationalsozialismus“ an der Universität Wien teil. Bei diesem Anlass gab sie in deutscher Sprache ein Interview über Lise Meitner und Marietta Blau.
Sime hielt den Festvortrag, als der Otto-Hahn-Bau in Berlin-Dahlem im Oktober 2010 zu Ehren von Lise Meitner in „Hahn-Meitner-Bau“ umbenannt wurde (das Gebäude war ehemals das Kaiser-Wilhelm-Institut für Chemie, an dem Hahn und Meitner jahrzehntelang gemeinsam geforscht hatten; heute beherbergt es das Institut für Biochemie der FU Berlin).
Zu der Biografie von Einsteins erster Ehefrau Mileva Marić, die Allen Esterson und David C. Cassidy im Jahr 2020 vorlegten, trug Sime ein Kapitel bei.

## Veröffentlichungen (Auswahl)
- Lise Meitner. A Life in Physics. University of California Press, Berkeley 1996 (Inhaltsverzeichnis und Leseprobe bei Google Books).
 Deutsch: Lise Meitner. Ein Leben für die Physik,  Insel, Frankfurt am Main/Leipzig 2001, ISBN 3-458-17066-9.
- (mit Elisabeth Crawford und Mark Walker): A Nobel Tale of Wartime Injustice, in: Nature 382, 1996, S. 393–395.
 Deutsch: Die Kernspaltung und ihr Preis. Warum nur Otto Hahn den Nobelpreis erhielt, Otto Frisch, Lise Meitner und Fritz Straßmann dagegen nicht berücksichtigt werden, in: Kultur & Technik. Zeitschrift des Deutschen Museums 21, 1997, Nr. 2, S. 30–35.
- (mit Elisabeth Crawford und Mark Walker): A Nobel Tale of Postwar Injustice, in: Physics Today 50, 1997, Nr. 9, S. 26–32.
 Deutsch: Hahn, Meitner und der Nobelpreis, in: Physik in unserer Zeit 29, 1998, Nr. 11, S. 234–241.
- Lise Meitner and the Discovery of Nuclear Fission, in: Scientific American 298, 1998, Nr. 1, S. 80–85 (PDF hier abrufbar).
 Deutsch: Lise Meitner und die Kernspaltung, online bei spektrum.de, 1. Mai 1998.
- The Search for Transuranium Elements and the Discovery of Nuclear Fission, in: Physics in Perspective 2, 2000, S. 48–62.
- The Search for Artificial Elements and the Discovery of Nuclear Fission, in: Carsten Reinhardt (Hg.): Chemical Sciences in the 20th Century. Bridging Boundaries, Weinheim 2001, S. 146–159.
- Otto Hahn und die Max-Planck-Gesellschaft. Zwischen Vergangenheit und Erinnerung (= Vorabdruck Nr. 14 des Forschungsprogramms „Geschichte der Kaiser-Wilhelm-Gesellschaft im Nationalsozialismus“), Berlin 2004 (PDF; 484 KB).
- The Politics of Memory: Otto Hahn and the Third Reich. In: Physics in Perspective 8, 2006, S. 3–51 (PDF hier abrufbar).
- Otto Hahn und das Kaiser-Wilhelm-Institut für Chemie im Zweiten Weltkrieg. In Helmut Maier (Hg.): Gemeinschaftsforschung, Bevollmächtigte und der Wissenstransfer. Die Rolle der Kaiser-Wilhelm-Gesellschaft im System kriegsrelevanter Forschung des Nationalsozialismus (= Geschichte der Kaiser-Wilhelm-Gesellschaft im Nationalsozialismus, Band 17), Berlin 2007, ISBN 978-3-8353-0182-5.[10]
- The Politics of Forgetting: Otto Hahn and the German Nuclear-Fission Project in World War II. In: Physics in Perspective, 14, 2012, S. 59–94 (PDF hier abrufbar).